# Anomala sarasinorum
Anomala sarasinorum är en skalbaggsart som beskrevs av Ohaus 1930. Anomala sarasinorum ingår i släktet Anomala och familjen Rutelidae. Inga underarter finns listade i Catalogue of Life.